# Веленски, Рой
Сэр Рафаэль «Рой» Веленски (20 января 1907 — 5 декабря 1991) — политик Северной Родезии, второй и последний премьер-министр Федерации Родезии и Ньясаленда (1956—1963).

## Биография
Родился в Солсбери, Южная Родезия (ныне Хараре, Зимбабве), в семье литовского еврея и африканерки. Он переехал в Северную Родезию, стал участвовать в профсоюзах и вошёл в колониальный законодательный совет в 1938 году. Там он выступал за объединение Северной и Южной Родезии (позднее оказавшейся под самоуправлением белых, бывшей колониальной администрации). Несмотря на неудачу, он преуспел в создании Федерации Родезии и Ньясаленда, государства в рамках Британской империи, которая стремилась сохранить преобладающую власти белого меньшинства, но при этом двигаясь в направлении прогрессивной политики, в отличие от режима апартеида в Южной Африке.
Став премьер-министром Федерации в 1957 году, Веленски противостоял британским тенденциям к введению правительств, состоящих из коренных африканцев, и использовал силу для подавления политически мотивированного насилия на территориях. Был противником деколонизации и поддерживал сепаратистское движение Моиза Чомбе в провинции Катанга. После появления африканского правительства в двух из трёх территорий Федерации (Северная Родезия и Ньясаленд, в настоящее время — Замбия и Малави соответственно) она рухнула в 1963 году. Веленски после этого вернулся в Солсбери, где он вновь занялся политикой и попытались остановить Родезию (бывшую Южную Родезию) от провозглашения независимости в одностороннем порядке. В конце правления белых в 1979 году и независимости Родезии как Зимбабве под руководством Роберта Мугабе в 1980 году Веленски переехал в Англию, где и умер в 1991 году.
Будучи горячим сторонником Британии и Британской империи, Веленски назвал себя «наполовину еврей, наполовину африканер и на 100 % британец».